# Security Assertion Markup Language
Security Assertion Markup Language (SAML) is een op XML gebaseerde standaard voor het uitwisselen van authenticatie- en autorisatiegegevens tussen domeinen. SAML is een product van de OASIS Security Services Technical Committee.
SAML biedt een XML-gebaseerd raamwerk voor het creëren en uitwisselen van beveiligingsinformatie van online partners. SAML wordt onderhouden door een internetgemeenschap en wordt publiekelijk bijgewerkt. Geïnteresseerden worden aangemoedigd om een bijdrage aan de ontwikkeling ervan te leveren.

## Versies
De versies van SAML hebben grote en kleine wijzigingen gehad sinds versie 1.0, de meest recente versie is 2.0
- SAML 1.0 is aangenomen als een OASIS-standaard in november 2002
- SAML 1.1 is geratificeerd als een OASIS-standaard in september 2003
- SAML 2.0 werd een OASIS-standaard in maart 2005